# Yuri Sardarov
Yuri Sardarov, alias Otis, (né le 28 janvier 1988) est un acteur et producteur américain. Il a beaucoup travaillé en tant qu'acteur au théâtre Depuis 2012, il était un acteur principal de la série Chicago Fire, sur la chaîne NBC, avant de quitter ce rôle, au début de la saison 8. Son personnage est toujours mentionné dans la série, avec quelques références à son personnage dans certains épisodes.

## Biographie
Yuri Sardarov est à moitié Géorgien (par sa mère, Tina) et à moitié Arménien (par son père). Il a émigré aux États-Unis à l'âge de deux ans, en tant que réfugié. Ses parents et grands-parents étaient musiciens. Yuri fut appelé comme son grand-père, dont sa mère était très proche, et ils ont même des tatouages similaires. Puisque son grand père s’appelait "Yuri," il a commencé à épeler son nom avec un "y" supplémentaire à la fin, pour les différencier. Il a un frère, Nick, âgé de 11 ans de moins. Yuriy est allé au Glenbrook North High School, près de Chicago. Il fut diplômé en 2006. Il termine ses études en 2010 avec un BFA en  performance théâtrale à l'université Michigan School of Music, Theatre & Dance.

## Vie privée
Yuri est en couple avec Brittany Zimmermann depuis 2015. 

## Filmographie

### Séries télévisées
- 2012 – 2019 : Chicago Fire : Brian "Otis" Zvonecek (rôle principal)[4]
- 2014 – 2017 : Chicago Police Department : Brian "Otis" Zvonecek (6 épisodes)[5]
- 2018 : Chicago Med : Brian "Otis" Zvonecek (1 épisode)
- 2022: The Rookie: Trevor Gurin (2 épisodes: Simone (saison 4, épisode 19) et Enervo (saison 4, épisode 20))

### Films
- 2011 : Secret Identity : Leo[6]
- 2011 : Les Marches du pouvoir : Mike
- 2012 : Argo : Rossi
- 2013 : Quad : Nick Khan

### Courts-métrages
- 2008 : Dupe de Cory Braun
- 2010 : Student Housing: Zombie Edition de Liam White : un conseiller
- 2010 : Lift Gate de Cory Braun : Isaac
- 2011 : S.W.A.T.: Firefight de Benny Boom : un bulgare / Mr. Krav
- 2011 : Shark Tank de Barbara Twist : Cree
- 2011 : Agoraphobia at 2530 Brian Dr. de Cory Braun